# Heiko Wirkner
Heiko Wirkner (* 26. Juli 1966 in Heilbronn) ist ein deutscher Tischtennisspieler. Er spielte in den 1980er und 1990er in der Bundesliga. Bei Deutschen Meisterschaften der Erwachsenen gewann er sechs Medaillen.

## Werdegang
Bereits in jungen Jahren erzielte Heiko Wirkner bei Deutschen Meisterschaften mehrere Erfolge. So gewann er den Titel 1981 bei den Schülern im Mixed mit Kirsten Rathje, 1983 im Jungendoppel mit Steffen Krämer und 1984 im Jugendmixed mit Elke Pangert. 1981 und 1982 wurde er für die Teilnahme an den Jugend-Europameisterschaften nominiert. Er wurde Studenten-Weltmeister.
1982 schloss er sich dem Zweit-Bundesligisten TSV Sontheim an. Nach einer Zwischenstation beim SSV Heinzelmann Reutlingen wurde er 1989 mit Sontheim Meister der 2. Bundesliga Süd. Zudem verhalf er 1993 Hertha BSC sowie 1997 TTK Würzburger Hofbräu zum Aufstieg in die 1. Bundesliga. Die beste Platzierung bei Deutschen Meisterschaften erzielte er 1989, als er im Doppel mit Michael Krumtünger im Endspiel stand. Dazu kommen fünf weitere Bronzemedaillen, nämlich 1989 im Einzel, 1991 im Einzel und Doppel mit Michael Krumtünger, 1994 im Einzel sowie 1997 im Doppel mit Denis Anderson.

## Privat
Heiko Wirkner studierte Pharmazie in Tübingen.

## Turnierergebnisse
| Verband | Veranstaltung                  | Jahr | Ort           | Land | Einzel | Doppel | Mixed  | Team |  |
| ------- | ------------------------------ | ---- | ------------- | ---- | ------ | ------ | ------ | ---- |  |
| GER     | Süddeutsche Meisterschaft      | 1986 | Wildbad       | GER  | Gold   |        |        |      |  |
| GER     | Süddeutsche Meisterschaft      | 1988 | Bad Rappenau  | GER  |        | Gold   | Gold   |      |  |
| GER     | Süddeutsche Meisterschaft      | 1989 | Herrenberg    | GER  |        |        | Gold   |      |  |
| GER     | Württembergische Meisterschaft | 1989 | Frickenhausen | GER  |        | Gold   |        |      |  |
| GER     | Württembergische Meisterschaft | 1990 | Nagold        | GER  |        | Gold   |        |      |  |
| GER     | Süddeutsche Meisterschaft      | 1990 | Langweid      | GER  |        | Gold   |        |      |  |
| GER     | Württembergische Meisterschaft | 1991 | Weinsberg     | GER  | Gold   |        |        |      |  |
| GER     | Süddeutsche Meisterschaft      | 1991 | Willstädt     | GER  |        | Gold   |        |      |  |
| GER     | Württembergische Meisterschaft | 1992 | Metzingen     | GER  |        | Gold   |        |      |  |
| GER     | Norddeutsche Meisterschaft     | 1993 | Quickborn     | GER  | Gold   | Gold   | Bronze |      |  |
| GER     | Norddeutsche Meisterschaft     | 1994 | Berlin        | GER  | Gold   | Silber |        |      |  |
| GER     | Norddeutsche Meisterschaft     | 1995 | Bremerhaven   | GER  | Gold   |        | Bronze |      |  |
| GER     | Süddeutsche Meisterschaft      | 1996 | Rain a. Lech  | GER  | Gold   |        |        |      |  |
| GER     | Hessenmeisterschaft            | 1998 |               | GER  |        | Gold   |        |      |  |
| GER     | Südwestdeutsche Meisterschaft  | 1998 | Kassel        | GER  |        | Gold   | Bronze |      |  |